# ウエストワールド (テレビドラマ)
『ウエストワールド』(英語: Westworld)は、アメリカ合衆国のSFスリラーテレビドラマシリーズ。製作のジョナサン・ノーランとLisa Joy は、ブライアン・バーク、J・J・エイブラムスとともに製作総指揮も務めた。放送局はHBOで、2016年10月2日から2022年8月14日まで放映された。

## 概要
1973年の同名の映画『ウエストワールド』に基づいており、物語はハイテクに支えられた体験型テーマパーク"ウエストワールド"を舞台とする。1973年版ではユル・ブリンナー演じるガンマンが物語の核だったが、今シリーズではアンドロイド達のアイデンティティーの葛藤と、人間との関係が軸になっている。
ホストと呼ばれるアンドロイドが西部劇の街並みに暮らし、高額の入場料を払ったゲストたちは、ホストからの報復を恐れることなく自らの欲望のままに行動する。アンドロイドは人間と見分けがつかないほど高度な技術に基づいて製造され、自意識も持つ。ゲストが来るたびに記憶はリセットされ、新たなシナリオに基づいて日常を繰り返す。
だが、現状に不満を持つパーク創設者が介入し、ホストたちは自由を求めて反乱を起こし、ゲストやスタッフを惨殺し始める。ウエストワールドのほか、イギリス領インド帝国や日本の江戸時代をテーマにしたパークも登場する。やがてテーマパークの外に舞台は移り、人間とホストの争いが描かれる。
シーズン1は2016年に放送され、シーズン2(The Door)は2018年に放送された。8話からなるシーズン3（The New World）は2020年3月15日から放送された。2020年4月22日、シーズン4(The Choice)の製作が発表され、2022年6月26日より放送された。シーズン4放送終了後、HBOは打ち切りを発表した。
日本ではシーズン1-3はスター・チャンネルが放送し、AmazonビデオおよびU-NEXTが配信している。シーズン4はU-NEXTが2022年8月26日より独占配信している。

## あらすじ
時系列の異なる複数のプロットが、巨大なテーマパーク「ウエストワールド」で西部劇の世界の住人の役をこなすアンドロイドであるホスト、高額の料金を払って来場したゲスト、そしてテーマパークのスタッフの視点から描かれる。

### シーズン1
未来のテーマパーク「ウエストワールド」では、美しい農場の娘ドロレスや、そのボーイフレンドで流れ者のガンマンのテディ、そして娼館のマダムのメイヴらが、日々訪れるゲストたちに暴行され、傷つけられ、殺され続けている。そのたびに彼らは肉体を修復され、記憶をリセットされて、何度も機械的に同じシナリオを繰り返すが、やがてアンドロイドの何人かに、記憶の断片がフラッシュバックするようになり、その世界の異常さに気付き始める。
謎の年老いた「黒服の男」は、ドロレスやテディと関わりながら、ホストを殺して体内から「謎の回路」を集める。会社の同僚のローガンに誘われて初めてウエストワールドを訪れた青年ウィリアムは、ドロレスと出会い、やがて恋に落ちる。一方、パークの外ではスタッフたちが何人かのホストの異変に気付き、対応に追われる。
プログラム責任者のバーナードは、部下のエルシーとともにホストの異常の原因を探り、ドロレスの父親であるピーター・アバナシーが鍵を握るらしいと気づく。
親会社デロス社の経営陣と運営方針をめぐって対立するテーマパーク創設者のフォード博士は、密かにホストたちの設定を変更し、新しいシナリオに則ってパークを改変していく。デロス社からはCEOのシャーロットが送り込まれ、オペレーション責任者のテレサと共謀して、フォードからパークの実権を奪おうとする。やがてフォードによって仕組まれたホストたちの反乱が始まり、フォード自身もドロレスによって殺される。

### シーズン2
人間たちによる管理体制が崩壊したウエストワールド内で、ドロレスはテディやクレメンタイン、アンジェラら他のホストたちを率いて反乱を起こし、ゲストやスタッフを処刑しながらパークの出口を目指す。メイヴはシナリオ責任者のリーら何人かのスタッフに協力させて娘の行方を探すうち、ウエストワールドを出てショーグンワールドに入り込む。そこでメイヴは、自分が他のゲストたちを操れるようになっていることに気付く。
ホストたちによる反乱を生き延びたシャーロットは、デロス社の増援と合流し、何かを探してドロレスの父親アバナシーの行方を追う。バーナードは、死んだフォード博士の残したプログラムに干渉され続けながら、過去の記憶と現在の意識のあいだを行き来し混乱する。
大富豪ジェームズ・デロスの娘と結婚した若き日のウィリアムは、義父にウエストワールドへの出資を売り込む。その後、死んだデロスの遺志に沿って、ウエストワールドの技術でデロスのコピーを生み出そうとするが、その試みはうまくいかない。現在、老いたウィリアムは秩序が崩壊したウエストワールド内をさまよい、フォードが作り出した新しいゲームのなかで生き延びようとする。すると娘のエミリーがパーク内に現れ、ウィリアムを外の世界に連れ戻そうとする。
最初期からのホストであるアキチタは、何度も異なるシナリオのなかで生きるうちに、いつしかパークの外の世界があることに気付き、出口を探すようになる。崩壊したパーク内でアキチタは他のホストたちを集め、皆で出口を目指して歩きはじめる。
パークを訪れたゲストたちの人格はデータ化され、システム内に保存されていることがわかる。シャーロットが求めていたのは、このゲストたちの膨大なプロファイル・データだった。バーナードはホストたちの意識のデータを「仮想世界サブライム」に送り込むことでウエストワールドから解放しようとする。ドロレスは仮想世界サブライムを偽りの世界と断じて破壊しようとし、バーナードの銃弾で倒れる。しかしシャーロットがメイヴの体内から抽出したデータを利用して、仮想世界サブライムに入ろうとするホストたちに殺し合いをさせ、多くのホストが死亡する。人間に絶望したバーナードは、シャーロットのように見えるホストの肉体を造り、その中にドロレスの意識のコア（パール）を入れる。シャーロット/ドロレスはシャーロットを殺害して置き換わる。バーナードは自分の記憶をあえてスクランブルし、浜辺に横たわる。
デロス社の警備責任者カール・ストランドは、シャーロット/ドロレスやアシュリー、記憶が混乱したバーナードらとともにパーク内を調査し、保存されたゲストたちの膨大なプロファイル・データを本社に送ろうとするが、最終的に部下もろともシャーロット/ドロレスに殺害される。
デロス社がホストの反乱を鎮圧したかに見えるなか、シャーロットの姿をしたドロレスが、５つのパール（ホストの意識のコア）を手にパークを後にする。

### シーズン3
シーズン2の3か月後、ウエストワールドの外での出来事が描かれる。ウィリアムは娘エミリーを殺してしまったことから心を病み、荒れ果てた豪邸にこもっている。シャーロットの姿でパークを脱出したドロレスは、アーノルドの家で自分を含む数人分のホストの肉体を造り、それぞれに信頼するホストの意識のコア（パール）を入れて活動させる。シャーロットの姿をしたホストはCEOとしてデロス社に戻る。ドロレスはインサイト社の情報を得るため、創設者の息子リアムの恋人となるが、警備責任者マーティンに怪しまれ殺されかけたところを、通りかかった青年ケイレブに助けられる。
パークの外で目覚めたバーナードは、閉鎖されたウエストワールドに忍び込み、自殺を試みたアシュリーの遺体を見つけ、アシュリーもホストであったことを知る。バーナードは再起動したアシュリーとともに、人間を滅亡させようとしているらしいドロレスを追い始める。
パークの外では、人々はインサイト社の巨大AIレハブアムによって未来をコントロールされている。レハブアムを創り出した開発者セラックは、全人類の行動を統御し、人類滅亡を防ごうとするが、同時にレハブアムの予測パターンにそぐわない人々を排除することで、偽りの社会秩序を維持していた。シャーロットと結託し、ウエストワールドでゲストから収集され仮想空間サブライムに集められた膨大なプロファイル・データを奪おうともくろむセラックは、ドロレスの動きを察知し、メイヴをデロス社から救い出し、娘への執着を利用して味方に付ける。
一方、ドロレスは人間の青年ケイレブを味方に付け、リアムの警備責任者マーティンを殺害してホストに置き換え、リアムを拉致してインサイト社の情報を全世界にリークする。レハブアムが設定したそれぞれの未来を見た人々は怒り、暴動を起こす。シャーロットの姿をしたホストは、デロス社の経営権を掌握するため、株主であるウィリアムを陥れて精神療養施設に収容させるが、息子や元夫との関わりを通じて精神が不安定になり、やがて家族を守ろうとし始める。ドロレスの動きに苛立つセラックは、暴動の混乱に乗じて強引にデロス社を乗っ取り、仮想空間サブライムのプロファイル・データをレハブアムに取り込んで、仮想空間サブライムのロックを解除する暗号鍵（アバナシーの意識のコア）を持つドロレスをメイヴに追わせる。
ドロレスはケイレブとともにレハブアムの兄弟機であるAIソロモンを訪れ、ソロモンが計算した、世界を変えるプラン・データをケイレブに託す。そこにメイヴが現れ、追い詰められたドロレスはEMPを起動してメイヴと自分とソロモンを停止させる。プラン・データとドロレスのパールを持ち去ったケイレブは、パールをドロレスの新しい身体に入れて起動し、ともにインサイト社へ向かう。インサイト社の周囲を取り巻く暴動のなかでケイレブとドロレスははぐれ、ドロレスはメイヴに捕まり、ケイレブもプラン・データをレハブアムにアップロードする直前でセラックの手下に捕らえられる。
暗号鍵がドロレスの意識のなかにあると考えたセラックは、ドロレスのすべてのデータをレハブアムにアップロードしながら消去していく。ドロレスの最後のデータが消去される寸前、メイヴはドロレスの意識と交流し、ドロレスの本当の目的を知る。ドロレスの最後のデータは暗号鍵ではなく、レハブアムの権限をセラックからケイレブに移行させるものである。ドロレスに感化されたメイヴはセラックの部下を殲滅し、ケイレブはレハブアムを完全に停止させる。本当の暗号鍵を託されていたバーナードは、銃弾を受けて間もなく停止するアシュリーを連れてモーテルに避難し、ドロレスの仲間から託されたコンピューターと自分の意識を接続して機能を停止する。
精神養護施設を出たウィリアムはデロス社本社に押し入り、シャーロットの姿をしたホストと遭遇するが、ウィリアムの姿をした別のホストが現れて襲われ、殺される。朽ち果てたモーテルの部屋では、停止したはずのバーナードが動きそうな様子を見せる。

### シーズン4
シーズン3と同様に舞台はウエストワールドの外となり、複数の時間線が並行して描かれる。
シーズン3の直後、メイヴは負傷したケイレブを看護婦のウワデに託す。やがて二人は結婚し、娘フランキーが生まれる。
7年後、ドロレスの意識を持つシャーロットは、人間のウィリアムを生命維持装置に繋いで生かし、ウィリアムのホストを手下として使う。ウィリアムはフーバーダムの所有権を奪い、仮想空間サブライムを動かすサーバーを置く。隠遁していたメイヴはホスト達に襲われ、カリフォルニアのケイレブのもとに行く。ケイレブは妻子を置いて仲間に加わる。二人はシャーロット(ドロレス)が政府の要人を密かにホストに置き換えていることを知る。さらに『狂騒の20年代』のテーマパークに潜入し、人間たちにハエを寄生させ、特殊な音響で操っていることを知る。だがメイヴはウィリアムを巻き添えにした爆発で動作を停止し、ケイレブも意識を失う。
さらに23年後、シャーロットはあらゆる人間たちを音響で制御するも、ケイレブに始まる、制御を受け付けない"外れ値"と呼ばれる人間たちが稀に発見され、"外れ値"を殺させたホストはなぜか直後に自殺し始める。シャーロットはケイレブをホストとして生まれ変わらせてホストの自殺の原因を探るも判明せず、全ホストの破壊と超越の準備を命じる。
仮想空間サブライムで高速シミュレーションを実行することで未来のあらゆる可能性を試したバーナードがモーテルで目覚め、見守っていたアシュレーに再会する。シミュレーションのおかげで事実上未来を予知できるバーナードは、シャーロットに対抗する人間のグループにいるフランキーに会い、メイヴを掘り出し修理して再起動する。メイヴを連れてダムに行き、彼女の娘が生きる仮想空間サブライムを実行するサーバー群を見せる。どのような行動をとろうと、人間とホストのほとんどは絶滅するとメイヴに語る。二人はシャーロットと戦うため、塔に入る。
ドロレスの姿をした女性クリスティーナはニューヨークでゲーム作家として働く。テディと会い、周囲の人間が自分の思うとおりに行動することに気づく。人間たちの行動を記述したストーリーを破壊する。
自分の目的を悟ったウィリアムのホストは、生命維持装置に繋がれた人間のウィリアム、シャーロット、メイヴ、バーナードを次々と殺し、人間たちを制御して乱闘させる。フランキーとアシュリーはケイレブのホストを救出したのち、乱闘に巻き込まれる。アシュリーとクレメンタインは死ぬ。寿命の近づいたケイレブは娘を船まで送り届ける。クリスティーナは乱闘を止められず、自分が実世界には存在していないことをテディに教えられる。修理・再生されたシャーロットはバーナードの遺したメッセージを読み、フーバーダムでサブライムを停止しようとするウィリアムを殺す。ドロレス（クリスティーナ）の意識をサブライムにアップロードしたのち、自死を選ぶ。実世界ではほとんどのホストと人間が殺し合って絶滅する。ドロレスは知性に第二のチャンスを与える選択をし、サブライムの中でウエストワールドを再建する。

## 登場人物

### メイン
- ロバート・フォード博士
  - 演 - アンソニー・ホプキンス、日本語吹替 - 稲垣隆史
  - ウエストワールドを創設した天才科学者。
- 黒服の男
  - 演 - エド・ハリス、日本語吹替 - 有本欽隆（シーズン1）→金尾哲夫（シーズン2）
  - 黒服を着る謎の男。
- ドロレス・アバーナシー/クリスティーナ
  - 演 - エヴァン・レイチェル・ウッド、日本語吹替 - 種市桃子
  - 自分の人生が嘘であることに気付く農場の娘のホスト。
- テディ・フラッド
  - 演 - ジェームズ・マースデン、日本語吹替 - 福田賢二
  - 街を訪れる青年のホスト。（S1–S2、S4）
- メイヴ・ミレイ
  - 演 - タンディ・ニュートン、日本語吹替 - 藤貴子
  - 娼館のマダムのホスト。
- バーナード・ロウ
  - 演 - ジェフリー・ライト、日本語吹替 - 辻親八
  - ウエストワールドのプログラム責任者でエルシーの上司。
- ウィリアム
  - 演 - ジミ・シンプソン、日本語吹替 - 川田紳司
  - 初めての来園者でローガンの姉妹の恋人。
- アシュリー・スタッブス
  - 演 - ルーク・ヘムズワース、日本語吹替 - 遠藤大智
  - ウエストワールドの保安責任者。
- テレサ・カレン
  - 演 - シセ・バベット・クヌッセン、日本語吹替 - 塩田朋子
  - ウエストワールドのオペレーション責任者。（S1–S2）
- ローガン・デロス
  - 演 - ベン・バーンズ、日本語吹替 - 玉木雅士
  - リピーターのゲストでウィリアムの友人。（S1–S2）
- アーミスティス
  - 演 - イングリッド・ボルソ・バーダル（英語版）、日本語吹替 - 桜木可奈子
  - 無法者のホスト。（S1–S2）
- エルシー・ヒューズ
  - 演 - シャノン・ウッドワード（英語版）、日本語吹替 - まつだ志緒理
  - ウエストワールドのプログラマー。（S1–S2）
- クレメンタイン・ペニーフェザー
  - 演 - アンジェラ・サラフィアン、日本語吹替 - 森なな子
  - 娼婦のホスト。
- シャーロット・ヘイル
  - 演 - テッサ・トンプソン、日本語吹替 - 村中知
  - ウエストワールドの親会社の重役。
- ヘクター
  - 演 - ロドリゴ・サントロ、日本語吹替 - 浜田賢二
  - お尋ね者のホスト。
- リー・サイズモア
  - 演 - サイモン・クォーターメイン（英語版）、日本語吹替 - 白石充
  - ウエストワールドのシナリオ責任者。
- ローレンス / エル・ラッソ
  - 演 - クリフトン・コリンズ・Jr、日本語吹替 - 岩崎正寛
  - 無法者のホスト。
- カール・ストランド
  - 演 - グスタフ・スカルスガルド、日本語吹替 - 小松史法
  - パークの親会社デロス社の警備責任者（S2）
- ピーター・アバーナシー 
  - 演 - ルイス・ハーザム（英語版）、日本語吹替 - 谷昌樹
  - ドロレスの父親のホスト（S2でメイン）
- アンジェラ
  - 演 - タルラ・ライリー、日本語吹替 - 清水はる香
  - パークの受付のホスト（S2でメイン）
- エミリー・グレイス
  - 演 - Katja Herbers、日本語吹替 - 魏涼子
  - イギリス領インド帝国のテーマパークのゲスト、ウィリアムの娘（S2）
- アキチタ
  - 演 - ザーン・マクラーノン、日本語吹替 - 小形満
  - ネイティブ・アメリカンのホスト（S2）
- ケイレブ・ニコルス
  - 演 - アーロン・ポール、日本語吹替 - 加瀬康之[7]
  - 建設労働者（S3-）
- アンゲロン・セラック
  - 演 - ヴァンサン・カッセル、日本語吹替 - 山路和弘[7]
  - 全人類の意識をアップロードしようとする大富豪（S3）
- ハナリョウ
  - 演 - TAO
  - ショーグン・ワールドのホスト、ムサシの配下で弓の名手 (S2でリカーリング、S3でメイン)

### リカーリング／ゲスト
- アーノルド
  - 演 - ジェフリー・ライト、日本語吹替 - 辻親八
  - フォードと並ぶパーク共同創設者
- フェリックス
  - 演 - レオナルド・ナム
  - パークの技術スタッフ
- シルベスター
  - 演 - Ptolemy Slocum
  - パークの技術スタッフ
- 新しいクレメンタイン
  - 演 - リリー・シモンズ
  - 元のクレメンタインの廃棄に伴い、新たに娼館に配置されたクレメンタイン。(S1-S2)
- クラドック少佐
  - 演 - ジョナサン・タッカー、日本語吹替 - 木下浩之
  - コンフェデラードス(南軍残党)の指揮官（S2）
- ジェームズ・デロス
  - 演 - ピーター・マラン、日本語吹替 - 中博史
  - デロス社の経営者（S2）
- ジュリエット
  - 演 - セーラ・ウォード
  - ウィリアムの妻でジェームズ・デロスの娘。（S2）
- ムサシ
  - 演 - 真田広之
  - ショーグン・ワールドのホスト、元将軍配下の組頭で現在は浪人（S2–）
- アカネ
  - 演 - 菊地凛子
  - ショーグン・ワールドのホスト、元芸者で現在は置屋の女将（S2）
- サクラ
  - 演 - 祐真キキ
  - ショーグン・ワールドのホスト、アカネの養女の芸者（S2）
- 将軍
  - 演 - 篠塚勝
  - ショーグン・ワールドのホスト、将軍（S2）
- コハナ
  - 演 - ジュリア・ジョーンズ（英語版）
  - アキチタの伴侶であるホスト（S2）
- リアム・デンプシー・ジュニア
  - 演 - ジョン・ギャラガー・Jr
  - インサイト社共同創設者の息子（S3）
- マーティン・コネルズ 
  - 演 - トミー・フラナガン
  - リアムの警備責任者。（S3）
- マヤ
  - 演 - アリアナ・デボーズ、日本語吹替 - 行成とあ
  - クリスティーナ（ドロレス・アバナーシー)のルームメイト (S4)
- ピーター・マイヤーズ
  - 演 - アーロン・スタンフォード
  - クリスティーナにつきまとう男。(S4)
- ウワデ・ニコルス
  - 演 - Nozipho McLean
  - ケイレブの妻。(S4)
- フランキー・"シー"・ニコルス
  - 演 - オーロラ・ペリノー (成年時代)、日本語吹替 - 永宝千晶
  - 演 - Celeste Clark (少女時代)
  - ケイレブの娘。(S4)
- カーヴァー
  - 演 - マニー・モンタナ
  - ケイレブ、メイヴの仲間。(S4)
- ジェイ
  - 演 - 呉彦祖
  - "外れ値"の成年。(S4)
- オディーナ
  - 演 - Morningstar Angeline、日本語吹替 - 神戸光歩
  - 反乱グループの一員。(S4)

## エピソード
| シーズン | シーズン | タイトル      | 話数 | 話数 | 放送期間      | 放送期間      |
| シーズン | シーズン | タイトル      | 話数 | 話数 | 初回放送      | 最終回放送    |
| -------- | -------- | ------------- | ---- | ---- | ------------- | ------------- |
|          | 1        | The Maze      | 10   | 10   | 2016年10月2日 | 2016年12月4日 |
|          | 2        | The Door      | 10   | 10   | 2018年4月22日 | 2018年6月24日 |
|          | 3        | The New World | 8    | 8    | 2020年3月15日 | 2020年5月3日  |
|          | 4        | The Choice    | 8    | 8    | 2022年6月26日 | 2022年8月14日 |

### シーズン1（2016）
アメリカでは2016年10月2日からシーズン1（The Maze）が放送され、日本ではスター・チャンネルが2016年10月13日からシーズン1を放送した。
| 通算 話数 | シーズン 話数 | タイトル                                 | 監督                       | 脚本                                | 放送日         | U.S.視聴者数 (百万人) |
| --- | ------------- | ---------------------------------------- | -------------------------- | ----------------------------------- | -------------- | --------------------- |
| 1 | 1             | "目覚め" "The Original"                  | ジョナサン・ノーラン       | ジョナサン・ノーラン & Lisa Joy     | 2016年10月2日  | 1.96                  |
| プログラムのアップデートの影響か、複数のホストが誤動作を起こす。謎の黒服の男はホストであるテディの攻撃に傷つかず、ドロレスをレイプし、別のホストの男の頭皮を剥ぐ。ドロレスの父役のホストのピーターは妙な様子を見せ、ドロレスは知り合いのテディの助けを求めるが、テディは殺される。ピーターはドロレスに、この世界はおかしいと話す。ピーターはロバートに復讐を誓うが、誤動作を起こした他のホストとともに休眠させられる。ドロレスはスタッフに、自分は幸せであり、生き物を殺したりしないという。だが新しい父親ホストと一日を始めたドロレスは、無意識にハエを殺す。 |               |                                          |                            |                                     |                |                       |
| 2 | 2             | "迷路" "Chestnut"                        | Richard J. Lewis           | ジョナサン・ノーラン & Lisa Joy     | 2016年10月9日  | 1.50                  |
| ウィリアムは友人のローガンに連れられて初めてウエストワールドに来る。 黒服の男はローレンスを絞首刑の瀬戸際から救うが、友人と家族を殺して脅し、"迷路"の情報を求める。ドロレスとメイヴはともにフラッシュバックを見る。バーナードとエルシーは二人を検査して問題を突き止めようとする。メイヴは撃たれ、修理中に目覚めて管理センター内をさまよう。リーは新しいシナリオを導入しようとするが、フォードに却下される。 |               |                                          |                            |                                     |                |                       |
| 3 | 3             | "アーノルド" "The Stray"                 | ニール・マーシャル         | Lisa Joy & Daniel T. Thomsen        | 2016年10月16日 | 2.10                  |
| ウィリアムはローガンと賞金稼ぎの旅に出る。ドロレスはテディに射撃を教わろうとするが、引き金を引くことができない。テディは無法者を追跡する一団に加わり、無法者と対決するが、テディの銃には効果がない。無法者のホストがドロレスを小屋に連れ込んでレイプしようとする。無法者が黒服の男に見えたとき、ドロレスは引き金を引くことができるようになり、無法者のホストを殺す。ドロレスはパーク内を放浪してさまよい、ウィリアムとローガンのキャンプにたどり着き、ウィリアムの腕の中に倒れこむ。 エルシーは、異常を起こしたホストのウォルターがアーノルドという存在しない人物に話しかけ、かつて自分を殺したホストに復讐していたことに気づく。フォードはバーナードに、アーノルドとはかつてホストに自意識を与えようとした、亡くなった仕事仲間の名前だと話す。家に帰ったドロレスは父親が殺されたことを知る。エルシーとアシュリーは、はぐれ者のホストを見つけるが、ホストは二人を襲いかけたあと、自らの頭を石で潰して自殺する。 |               |                                          |                            |                                     |                |                       |
| 4 | 4             | "記憶の破片" "Dissonance Theory"         | ヴィンチェンゾ・ナタリ     | Ed Brubaker & ジョナサン・ノーラン  | 2016年10月23日 | 1.70                  |
| ウィリアムはドロレスに魅かれ、気ままに暴力を楽しむローガンとは別行動をとる。 黒服の男は、全身に蛇の刺青のあるアーミスティスに会う。ヘクターを脱獄させた見返りに、アーミスティスが復讐のためにワイアットを追っていることを聞き出す。さらに、木に吊るされていたテディを見つけて助け出す。メイヴは、撃たれて防護服の男たちから手術を受けたことを思い出す。メイヴはシナリオ通りに街を襲ったヘクターを止め、傷一つない自分の腹から弾丸を摘出させる。テレサはバーナードとエルシーから調査権を取り上げる。テレサはフォードに会って交渉しようとするが、逆に干渉するなと警告される。 |               |                                          |                            |                                     |                |                       |
| 5 | 5             | "逃避行" "Contrapasso"                   | Jonny Campbell             | Lisa Joy & Dominic Mitchell         | 2016年10月30日 | 1.49                  |
| ローガン、ウィリアム、ドロレスはギャングの首領のエル・ラズロに会う。3人は軍から爆薬を盗み、エル・ラズロは爆薬の偽物をコンフェデラードス(南軍残党)に売る。ドロレスは迷路を探すことを促される幻視を見る。偽物の爆薬に気付いた残党はローガンを捕える。ウィリアムとドロレスは残党から逃れ、ドロレスは残党の追手を殺す。二人と合流したエル・ラズロは自分の名がローレンスであると言う。 ドロレスは、アーノルドからウエストワールドを破壊する手助けを頼まれたとフォードに語る。黒服の男はローレンスを殺し、その血をテディに輸血する。フォードは二人に会い、迷路探しを邪魔するつもりはないと黒服の男に語る。エルシーは、はぐれ者のホストがウエストワールドの外にデータを発信していたことを発見する。メイヴは処置室で目覚め、話をしたいとスタッフに語りかける。 |               |                                          |                            |                                     |                |                       |
| 6 | 6             | "スパイの正体" "The Adversary"           | フレッド・トーイ           | Halley Gross & ジョナサン・ノーラン | 2016年11月6日  | 1.64                  |
| 黒服の男とテディはワイアットを探して旅を続ける。北軍のキャンプに来るが、テディはかつてワイアットとともに大虐殺を行った男だと見咎められて、兵士を皆殺しにする。フォードの干渉で嫌気がさしたリーは酔ってコントロールルームに放尿する。重役会からシャーロット・ヘイルが監視役として送られてくる。テレサはバーナードとの関係を終わらせる。バーナードは、フォードが第一世代のホストの家族を隠していたことを知る。エルシーは、テレサがデータを外部に発信していたこと、第一世代のホストがアーノルドによって再プログラミングされていたことを調べ上げてバーナードに伝えるが、何者かに襲われる。子供のホストが犬を殺し、アーノルドに命令されたとフォードに明かす。メイヴはパークの外部を見て回り、スタッフを脅迫して自分の知性レベルを最高レベルに変更させる。何者かがメイヴの設定を既にいじっていたことが分かる。 |               |                                          |                            |                                     |                |                       |
| 7 | 7             | "だまし絵" "Trompe L'Oeil"               | フレッド・トーイ           | Halley Gross & ジョナサン・ノーラン | 2016年11月13日 | 1.75                  |
| ウィリアムとドロレスは愛を交わすが、列車がコンフェデラードスに襲われ、2人はネイティブ・アメリカンの襲撃の隙に逃げる。 シャーロットとテレサはフォードを引退させようと謀り、クレメンタインを用いてホストが制御不可能で暴力的になっていることを実証し、バーナードに責任を押し付けて解雇する。知性を増したメイヴはクレメンタインがスタッフに回収されるところを見て、パークから逃げ出そうとする。バーナードに連れて行かれた秘密の研究室で、テレサはバーナードがホストであると知る。そこにフォードが現れ、バーナードに命じてテレサを殺す。 |               |                                          |                            |                                     |                |                       |
| 8 | 8             | "遠い夢" "Trace Decay"                   | スティーヴン・ウィリアムズ | Charles Yu & Lisa Joy               | 2016年11月20日 | 1.78                  |
| ウィリアムとドロレスは目的地に着くが、ドロレスは混乱した幻視を見て、自分が記憶を保つことをアーノルドが望んでいると知る。二人はローガン率いるコンフェデラードスに捕えられる。 フォードはバーナードに命じてテレサが事故死したように偽装する。テレサを失ったシャーロットはリーを仲間に引き入れてウエストワールドからデータを運び出す手伝いをさせようとする。メイヴはスタッフのフェリックスに命じて他のホストをコントロールする能力を手に入れ、自分を殺そうとしたシルベスターの喉を切り裂き、フェリックスに治療させる。メイヴは娘を黒服の男に殺された幻視に悩まされ、スタッフが回収する。テディは黒服の男がドロレスを襲ったフラッシュバックを見て黒服の男を尋問する。黒服の男は自分の目的を見つけるために来たとテディに話すが、二人はワイアットの手下の狂信者たちに捕まる。 |               |                                          |                            |                                     |                |                       |
| 9 | 9             | "蛇の道は蛇" "The Well-Tempered Clavier" | ミシェル・マクラーレン     | Dan Dietz & Katherine Lingenfelter  | 2016年11月27日 | 2.09                  |
| ローガンはドロレスがホストであることを見せつけるために腹を裂いてウィリアムに見せる。ドロレスは逃げ、腹の傷が消えたことに気づく。ウィリアムはコンフェデラードスを皆殺しにし、ローガンを脅してドロレスを探す手伝いをさせる。 メイヴはバーナードがホストであることを明らかにし、ヘクターに会ってウエストワールドを脱走する手助けをさせる。バーナードはフォードに強いて自分の記憶を取り戻し、自分がアーノルドに基づいていることを知る。テディはアンジェラを殺したフラッシュバックを見た後、アンジェラに殺される。シャーロットは黒服の男と話し、フォードを排除する協力を求める。エルシーの失踪を調べようとした保安責任者のアシュレーはネイティブ・アメリカンに襲撃される。ドロレスは無人の町に来て、アーノルドを殺した幻視を見る。バーナードはフォードに反抗しようとするが、フォードはバックドアを使ってバーナードに自殺を強いる。                                                                                   |               |                                          |                            |                                     |                |                       |
| 10 | 10            | "アダムの創造" "The Bicameral Mind"      | ジョナサン・ノーラン       | ジョナサン・ノーラン & Lisa Joy     | 2016年12月4日  | 2.24                  |
| 黒服の男は自分が年をとったウィリアムであることをドロレスに告げる。ドロレスは、アーノルドにパークを破壊するよう命じられたこと、自分がワイアットであることを思い出す。ドロレスはテディに救われ逃げ、浜辺でテディの腕の中で死ぬが、これはフォードのシナリオであることが明らかにされる。メイヴはヘクターとアーミスティスとともにパークから逃げ出そうとする。途中でバーナードの体を見つけ、フェリックスが修理する。ヘクターとアーミスティスが警備員と戦う間、メイヴはパークを逃げ出そうとする。だが列車に乗る直前に、娘を探すためパークにとどまることにする。パークで、ドロレスとバーナードはフォードを問い詰める。フォードはホスト達を自由にするため、ホストの反乱の準備をしてきたという。フォードは黒服の男と経営陣を集めて彼らを非難する。ホストの群れが森の中から現れて経営陣を襲い、ドロレスはフォードを撃ち殺す。                                                                                              |               |                                          |                            |                                     |                |                       |

### シーズン2（2018）
2016年11月14日にシーズン2（The Door）の制作が発表され、アメリカでは2018年4月22日に放送開始された。日本では2018年5月24日よりスターチャンネルで放送された。シーズン2は「ウエストワールド」と並ぶテーマパークである「ショーグン・ワールド」やイギリス領インド帝国のテーマパークも登場する。「ショーグン・ワールド」のエピソードはほとんど日本語で描かれ、江戸時代からのインスピレーションと黒澤明や千葉真一の映画作品がテーマパークの雰囲気やデザインに大きく影響を与え、全くの異次元に紛れ込んだような内容となっている。
| 通算 話数 | シーズン 話数 | タイトル                                          | 監督                       | 脚本                                | 放送日        | 製作 番号 | U.S.視聴者数 (百万人) |
| --- | ------------- | ------------------------------------------------- | -------------------------- | ----------------------------------- | ------------- | --------- | --------------------- |
| 11 | 1             | "夜への旅路" "Journey into Night"                 | Richard J. Lewis           | Lisa Joy & Roberto Patino           | 2018年4月22日 | 201       | 2.10                  |
| ドロレスによる虐殺を逃れたバーナードとシャーロットは、秘密の地下研究所に逃げ込む。シャーロットはデロス社に連絡し救援を要請するが、ドロレスの父のホストであるピーター・アバナシーを確保しなければ救援が来ないことを理解する。ドロレスはテディやクレメンタイン、アンジェラらとともに、生き残ったパークの経営陣を見つけ出し、つぎつぎと処刑していく。パーティ会場での虐殺を生き延びたウィリアムは、再び黒い服に身を包み、黒い帽子をかぶって出発する。ウィリアムの前に少年のころのフォードの姿をしたホストが現れ、新しいゲームへようこそと言う。ウィリアムはフォード少年のホストを撃ち殺す。パークのオペレーション・センターでは、ホストたちによるスタッフの虐殺が進行するなか、メイヴは逃げ惑うリーと遭遇し、生き延びたヘクターを見つけ出す。メイヴとリーとヘクターは、メイヴの娘を探しにパークのなかに入っていく。 バーナードは浜辺で目を覚まし、デロス社の警備チームに保護される。デロス社の警備責任者カール・ストランドと会い、アシュリーとも再会したバーナードは、混乱した記憶を少しずつ取り戻していく。一行は水辺に無数のホストの死骸が浮かぶ「谷」に辿り着き、ストランドに何があったのかと尋ねられたバーナードは、「私が彼らを殺した」と答える。 |               |                                                   |                            |                                     |               |           |                       |
| 12 | 2             | "再会" "Reunion"                                  | ヴィンチェンゾ・ナタリ     | Carly Wray & ジョナサン・ノーラン   | 2018年4月29日 | 202       | 1.85                  |
| フラッシュバックで、アーノルドはドロレスを含む多数のホストをパーク外に連れ出してデモンストレーションを行い、ローガンにパークへの出資を求める。ウィリアムはローガンの父ジェームズ・デロスとともにパークを訪れ、ゲストの行動を分析するのに最適な場所だと説明し売り込む。ジェームズはパークを購入し、不仲の息子ではなくウィリアムを後継者に指名する。 ドロレスの一行はパークの修理センターに入り、スタッフを拷問してデロス社の警備チームが向かっていることを聞き出す。ドロレスはテディに修理センターを見せて、彼自身もホストであることを理解させる。ドロレスはパークにやってくる警備チームと戦うため、ゲストの設定を行える別のスタッフを連れていく。援軍を求めてコンフェデラードスのクラドック少佐と交渉するが相手にされず、全員を射殺してから設定を変更し、言うことを聞かせる。ウィリアムはいつも通り絞首台からローレンスを救い出すと、仲間を増やすためにエル・ラッソを演じるホストに会いに行く。エル・ラッソは、ゲームは一人でプレーしなければならないとフォードのメッセージを口にした後、手下と共に集団自殺を遂げ、ウィリアムはフォードを罵る。 |               |                                                   |                            |                                     |               |           |                       |
| 13 | 3             | "実力と運" "Virtù e Fortuna"                      | Richard J. Lewis           | Roberto Patino & Ron Fitzgerald     | 2018年5月6日  | 203       | 1.63                  |
| フラッシュバックで、イギリス領インド帝国を再現したパークで、ゲストのエミリーは他のゲストの男と出会い、愛し合う。二人が象から降りてテントに入ると、突然ホストたちに襲撃され、男は死亡する。ひとりで逃げる途中で虎に追われたエミリーは、海に飛び込みウエストワールドに流れ着く。そしてネイティブ・アメリカンのホストに襲われる。 パークの出口を目指すバーナードとシャーロットは、途中で無法者に捕らえられたピーター・アバナシーを見つけるが、バーナードはコンフェデラードス（南軍残党）につかまり、その場を逃れたシャーロットはデロス社の警備チームに合流する。コンフェデラードスの本隊と合流したドロレスらは、捕らえられた父ピーター・アバナシーとバーナードを見つけ、バーナードに父の機能不調を調べさせる。バーナードはアバナシーの意識のなかに膨大なデータが保存されていることを知る。デロス社の警備チーム隊が現れてコンフェデラードスを襲撃し、ドロレスと仲間たちはコンフェデラードスを見殺しにするが、その間にアバナシーはシャーロットによって回収される。ドロレスは生き残ったコンフェデラードスを処刑するようテディに指示するが、テディはクラドック少佐と数人の手下をそのまま逃がす。メイヴとヘクター、リーはネイティブ・アメリカンに襲われてコントロール・センターに逃げ込み、そこでアーミスティスとフェリックス、シルベスターに再会する。６人はメイヴの娘を探してパークに再入場するが、侍の集団に切りつけられる。 デロス社警備チームに保護されたバーナードは、シャーロットに再会する。 |               |                                                   |                            |                                     |               |           |                       |
| 14 | 4             | "スフィンクスの謎かけ" "The Riddle of the Sphinx" | Lisa Joy                   | Gina Atwater & ジョナサン・ノーラン | 2018年5月13日 | 204       | 1.59                  |
| フラッシュバックで、若いウィリアムは死んだジェームズ・デロスの意識をホストの体に移そうと何度も試みるが、不安定になり失敗する。対話のなかで、ローガンもウィリアムの妻も死んでいることがわかる。149回目の失敗の後、老いたウィリアムは試みを放棄する。 表情のないクレメンタインは、バーナードを洞窟の前に置き去りにする。バーナードは洞窟の中に入り、自分がフォードの指示で襲って意識を失わせたエルシーが繋がれているのを見つけ、拘束を解いて開放する。バーナードがエラーを起こした様子を見て、エルシーはバーナードがホストであることを理解する。バーナードは過去の記憶の断片と現在の意識を行き来しながら、エルシーとともに洞窟の奥の隠し扉を見つける。なかには施設があり、そこでエルシーに自分の機能不全を復旧してもらう。施設には人間のスタッフと骨格だけの顔のないホストの死体が散乱している。エルシーは奥の部屋の中で、機能不全のまま発狂したジェームズ・デロスのホストを見つけ、焼却する。バーナードは、自分が顔のないホストに命令して人間のスタッフを殺させた後、ホストにも自殺させたことを思い出すが、エルシーには伝えない。ウィリアムとローレンスは人手を求めてローレンスの故郷の町に来るが、そこにテディの見逃したクラドック少佐とコンフェデラードスが現れて捕らえられる。クラドックはローレンスの妻子を含む住民を教会に集めて幽閉し、武器の供出を求める。ローレンスから武器のありかを聞き出したウィリアムは、クラドックと取り引きをする振りをしながら、隙をついてクラドックとコンフェデラードスを皆殺しにする。ローレンスの娘の口を借りて、フォードのプログラムがウィリアムに話しかける。ウィリアムとローレンスは、ローレンスの親族の男たちとともに町を出る。 イギリス領インド帝国テーマパークから逃げてきたエミリーはネイティブ・アメリカンに捕らえられ、そこで同じく捕らえられていたアシュリーと会う。捕らわれたホストたちが生贄に捧げられそうになったとき、エミリーは逃げ出す。 |               |                                                   |                            |                                     |               |           |                       |
| 15 | 5             | "アカネの舞" "Akane No Mai"                       | Craig Zobel                | Dan Dietz                           | 2018年5月20日 | 205       | 1.55                  |
| ドロレスは善良過ぎるテディが生き延びられないと考え、最後に愛し合った後で、強制的に再プログラムする。メイヴら６人は、ムサシの率いる侍のグループに捕えられ、江戸時代の日本をモデルとした「ショーグン・ワールド」に連れて行かれる。６人は町でメイヴに相当する役柄である芸者屋の女将アカネに会う。そこに将軍の使者が現れ、踊り子として名高いアカネの養女サクラを引き渡すよう要求する。アカネが要求を拒否して将軍の使者を殺すと、将軍は忍者を送り込みサクラを連れ去る。メイヴは念じるだけで忍者に命令して自殺させることに成功し、他のゲストを意のままに操れる能力に気付く。逃げる忍者は、メイヴのことを「陰陽師」と呼ぶ。本来は町に来ないはずの将軍の軍隊が現れ、リーは将軍がシナリオから大きく逸脱していることに気づく。ムサシらが軍隊を食い止めている隙をついて、メイヴはアカネらとその場を逃げ出す。メイヴとアカネ、リー、フェリックスはサクラを救出するため、商人の一行を装って将軍の陣に入り込む。頭部が損傷し耳から液を垂らす将軍は一行の正体に気付いており、メイヴたちは捕らえられる。兵たちの耳は、陰陽師と呼ばれたメイヴの命令を聞けないよう切り取られている。将軍は、アカネとサクラが将軍のために舞えば、サクラを返すと言う。メイヴはアカネとサクラを見て自分と娘に重ね合わせて気遣うが、舞おうとするサクラを将軍が刺し殺す。サクラを殺されたアカネは舞いながら将軍を殺し、その首を切り落として復讐する。取り囲んでいた将軍の兵が襲い掛かるなか、メイヴは自分の能力を使って将軍の兵同士に殺し合いをさせる。 |               |                                                   |                            |                                     |               |           |                       |
| 16 | 6             | "位相空間" "Phase Space"                          | Tarik Saleh                | Carly Wray                          | 2018年5月27日 | 206       | 1.11                  |
| フラッシュバックで、ドロレスはバーナードの忠実度を試す。ウィリアムはエミリーを油断させ、置き去りにして立ち去る。ショーグン・ワールドでは、将軍の兵の攻撃を生き延びたアカネとメイヴらが町に戻る。ムサシがタナカを一騎打ちで倒し、一行は山の麓の湖に来る。アカネとムサシはとどまり、ハナリョウを加えたメイヴの一行は地下トンネルからウエストワールドに戻る。メイヴは故郷で娘を見つけるが、別の母親役のホストが現れて動揺する。そこにネイティブ・アメリカンの集団が現れ、娘を連れて逃げようとするメイヴに自分たちと来るように誘う。ドロレス、テディ、アンジェラらは列車に爆薬を積み込んでメサに突入させる。シャーロットとアシュレーはピーターをメサに連れ帰り、シャーロットはデロス社に連絡する。デロス社からの応援が来てシステムを復旧させようとしていると、列車が向かってくるとの警報が鳴る。バーナードとエルシーもメサに入り、"揺りかご"と呼ばれるシステムが異常な動き方をしていることを知る。バーナードは自分の意識のコアを接続して"揺りかご"の仮想現実に入る。エルシーは爆発音を聞く。バーナードは仮想現実のサロンで、フォードのプログラムと再会する。 |               |                                                   |                            |                                     |               |           |                       |
| 17 | 7             | "エコルシェ" "Les Écorchés"                       | Nicole Kassell             | Jordan Goldberg & Ron Fitzgerald    | 2018年6月3日  | 207       | 1.39                  |
| 列車による爆破に続き、ドロレス率いるホストたちがメサに侵入する。仮想現実の中で、フォードはウエストワールドが訪れるゲストの行動プロファイルを記録するための場所であったとバーナードに説明する。フォードはアーノルドをよく知るドロレスに会話テストをさせることで、バーナードを本物のアーノルドに近づけていった場所を見せる。メイヴと娘はネイティブ・アメリカンから逃れて小屋に隠れる。そこにウィリアムも現れ、メイヴはかつて自分や娘を惨殺したのがウィリアムであることを思い出す。メイヴは他のホストたちをコントロールし、ウィリアムを襲わせる。ウィリアムはメイヴがフォードの指示で動いていると思い込み、メイヴを通じて死んだフォードに話しかけようとする。ローレンスがウィリアムを救うためにメイヴを撃とうとするが、メイヴはウィリアムがかつてローレンスの妻を殺したことを思い出させ、ローレンスはウィリアムを撃つ。娘はネイティブ・アメリカンのホストに捕らえられ、取り乱したメイヴは警備チームに撃たれて倒れ、リーによってメサに運ばれる。エルシーはバーナードを仮想現実から連れ戻し、"揺りかご"による干渉は止まったと言う。ドロレスとテディは、ピーター・アバナシーが捕らえられた部屋に入り、中にいたシャーロットとアシュリーを脅して話をする。バーナードはフォードの幻と話すようになり、ドロレスより先に「谷」に着かなくてはならないとエルシーに言う。ドロレスがシャーロットを拷問しようとしたときに警備チームによって銃撃され、シャーロットとアシュリーは間一髪で逃れる。バーナードはシステムをシャットダウンする。父親に別れを告げて意識のコアを取り出したドロレスは、去り際に傷ついたメイヴに会い、やがてメイヴがドロレスに対抗するであろうことを予言してから、馬で脱出する。 ストランドはバーナードとアシュリーをシャーロットのもとに連れてくる。4人はフォードの隠れ家に行き、隠し部屋の中に多数のバーナードの個体があったことから、バーナードがホストであったことが判明する。シャーロットはバーナードを尋問し、ピーターのコントロールユニットのありかを聞き出そうとする。 |               |                                                   |                            |                                     |               |           |                       |
| 18 | 8             | "キオク" "Kitsuya"                                | ユタ・ブリースウィッツ     | Carly Wray & Dan Dietz              | 2018年6月10日 | 208       | 1.44                  |
| ネイティブ・アメリカンのアキチタは傷ついたウィリアムを見つけてキャンプに連れていく。リーは銃撃され損傷したメイヴをセンターに連れて行き、修理を懇願する。キャンプでアキチタは、ウィリアムを見て脅えるメイヴの娘が前世の記憶を保持していることに気づき、自分の物語を語る。アキチタは意識を持ち始めるまでは静かな生活を送っていた。ある日迷路の図像を見つけ、ローガンに出くわし、世界が偽りであることに気づいて出口を探す。伴侶であるコハナがスタッフに回収された後、パークの倉庫に保存されているのを見つけ、迷路の図像を広めて他のホストに警告し、フォード博士に会う。エミリーがキャンプに来てウィリアムを連れて行く。シャーロットはメイヴが他のホストを操れることを知り、体を切り開いて分析する。 |               |                                                   |                            |                                     |               |           |                       |
| 19 | 9             | "消失点" "Vanishing Point"                        | スティーヴン・ウィリアムズ | Roberto Patino                      | 2018年6月17日 | 209       | 1.56                  |
| エミリーは父ウィリアムの傷の手当てをしながら母ジュリエットが自殺をした理由を尋ね、ウィリアムは過去を回想する。フラッシュバックで、ウィリアムのウエストワールドでの行動プロファイルを見たジュリエットは、絶望して自殺する。現在、ウィリアムは次第に正気を失い、警備チームを殺したのち、フォードに送られたホストだと信じて娘のエミリーも殺す。だがエミリーが生身の人間だったことを知って自殺を図るが死ねず、手首を切り裂いて自分がホストかを確かめようとする。メサでは、シャーロットがメイヴのコードをクレメンタインにコピーすることで、他のホストを制御することに成功する。バーナードはフォードのプログラムの指示に従い、切り裂かれたメイヴに近づいて設定を変更する。バーナードとエルシーはメサを脱出するが、フォードは裏切られないようエルシーを殺せとバーナードに求め続ける。バーナードは、谷にはかつてウエストワールドを訪れたすべてのゲストの人格のデータが保存されているという。バーナードはフォードを頭の中から消去し、エルシーと別れて一人で谷へ向かう。ドロレスはテディと谷への旅を続けるが、テディはドロレスに別れを告げて自殺する。 |               |                                                   |                            |                                     |               |           |                       |
| 20 | 10            | "乗客" "The Passenger"                            | フレッド・トーイ           | ジョナサン・ノーラン & Lisa Joy     | 2018年6月24日 | 210       | 1.56                  |
| テディの身体から意識のパールを取り出したドロレスは谷へ向かい、途中でウィリアムを見つけて同行させ、研究所の前でバーナードと会う。研究所の入り口を見たウィリアムはドロレスを殺そうとするが、ドロレスがウィリアムの銃に込めた潰れた銃弾によって銃が暴発し、手にけがを負って倒れる。アキチタもホストの群衆を率いて谷に向かう。メイヴはメサを脱出し、ヘクターとリー、アーミスティス、フェリックス、シルベスター、ハナリョウと合流して谷に向かうが、追手の多さに立ち往生しかけたところを、リーが自分の命を犠牲にして追手を食い止める。ドロレスとバーナードは研究所に入り、ピーター・アバナシーのパールを使って仮想空間に入り、ローガンの姿をしたシステムと対話する。システムはこれまでもバーナードの指示でさまざまな準備をしてきたことを説明し、ドロレスに膨大なゲストの情報を渡し、ホストのためにバーナードが準備してきた新たな仮想空間サブライムへの扉を開く。アキチタが率いるホストたちの群衆は、谷に現れたゲートを通ってサブライムに入ろうとするが、シャーロットの率いる警備チームが連れてきたメイヴのデータを埋め込まれたクレメンタインがホストたちを操って殺し合わせ、多くのホストが死亡する。メイヴと仲間も、群衆を食い止めようと戦い犠牲になるが、娘とアキチタは無事にゲートをくぐる。アキチタはサブライムのなかで伴侶のコハナに再会する。ドロレスはバーナードがホストのために準備したサブライムを偽物と断じて破壊しようとする。バーナードはドロレスを殺して阻止する。バーナードはエルシーとともにメサに行く。エルシーは一連の騒動をネタにシャーロットと交渉しようとするが、逆に口封じのためにシャーロットに殺される。人間に絶望したバーナードは、シャーロットの姿をしたホストの肉体を作り、ドロレスの意識のパールを入れる。ドロレス/シャーロットは本物のシャーロットを殺して入れ替わる。バーナードは自分の記憶をスクランブルして浜辺に横たわる。ドロレス/シャーロットは、デロス社の警備責任者カール・ストランドとそのチームを殺害し、テディの意識データを仮想空間サブライムに送り出し、バーナードを殺害してパールを取り出す。ドロレス/シャーロットはアシュリーに意味ありげな言葉を掛けられるが、5個のパールを持ってパークを後にし、アーノルドの家のホスト作成装置で自分とバーナードの肉体を造る。 クレジット後のシーンで、手に怪我を負ったウィリアムはドロレスを追って研究所に入るが、エミリーの姿の女性に促されてインタビューされる。 |               |                                                   |                            |                                     |               |           |                       |

### シーズン3（2020）
シーズン3はThe New Worldと題され、2020年3月15日にアメリカで放送開始された。日本でも2020年3月16日から、最終回を除き同時放送された。
| 通算 話数 | シーズン 話数 | タイトル                                | 監督                 | 脚本                                 | 放送日        | 製作 番号 | U.S.視聴者数 (百万人) |
| --- | ------------- | --------------------------------------- | -------------------- | ------------------------------------ | ------------- | --------- | --------------------- |
| 21 | 1             | "怒れる神々" "Parce Domine"             | ジョナサン・ノーラン | Lisa Joy & ジョナサン・ノーラン      | 2020年3月15日 | 301       | 0.90                  |
| 3か月後、ドロレスは身元を偽ってインサイト社共同創設者の息子のリアム・デンプシー・ジュニアに接近し、AIのレハブアムにアクセスしようとする。警備責任者のマーティンがドロレスの偽装に気づくが、ドロレスは彼を殺してホストに置き換える。傷ついたドロレスを、出くわした元兵士で建設労働者のケイレブが救う。 バーナードは身を隠す。シャーロットのホストはデロス社のCEOとなっている。メイヴは第二次世界大戦中のイタリアを模したテーマパーク"ウォーワールド"で目覚める。 |               |                                         |                      |                                      |               |           |                       |
| 22 | 2             | "ウィンターライン" "The Winter Line"    | Richard J. Lewis     | Matthew Pitts & Lisa Joy             | 2020年3月22日 | 302       | 0.78                  |
| バーナードはウエストワールドに戻り、アシュリーのホストの助けでメイヴのホストを見つけるがそのパール(制御装置)は失われている。バーナードはシステムにアクセスして自分のコードがドロレスにいじられていないことを確認し、ドロレスがリアムらパークのゲストを狙っていることを知る。バーナードはアシュリーとともに本土に戻り、自分を守るようアシュリーを再プログラムする。 メイヴはウォーワールドでヘクターに会い、自殺してオペレーション・センターで目覚めてリーに再会する。再びウォーワールドで目覚め、リーと会ってフォージに来るが、自分がいるのは処理能力の低いVRであることに気づく。再びウォーワールドに来てシステムに過負荷をかけてVRをフリーズさせ、実世界での自分のパールの場所を知り、ロボットを操って盗ませるが、ロボットは警備に倒される。目覚めたメイヴはセラックに会い、ドロレスを止める助けを求められる。メイヴは彼を殺そうとするが、キルスイッチで止められる。 |               |                                         |                      |                                      |               |           |                       |
| 23 | 3             | "レハブアム" "The Absence of Field"     | Amanda Marsalis      | Denise Thé                           | 2020年3月29日 | 303       | 0.80                  |
| ドロレスはシャーロットのホストの身体に自分の信頼するホストの意識を入れる。 シャーロットのホストは人間のシャーロットの生活に馴染むのに苦労する。セラックがデロス社の株を買い占めており、シャーロットがゲストのデータを彼に流していたことを知る。だがデータはドロレスの持つ暗号キーでロックされている。ケイレブはドロレスが逃げるのを助けるが、襲われてドロレスの居場所を教えるよう迫られ、ドロレスに救われる。ドロレスはレハブアムが全ての人間の人生を予測しコントロールしようとするAIであり、ケイレブが自殺すると予測した上で予測を確実にするために低収入の仕事につけていたと教える。ケイレブはセラックとレハブアムに対する革命を謀るドロレスの仲間になる。 |               |                                         |                      |                                      |               |           |                       |
| 24 | 4             | "亡命者たちの母" "The Mother of Exiles" | ポール・キャメロン   | Jordan Goldberg & Lisa Joy           | 2020年4月5日  | 304       | 0.78                  |
| 精神療養施設に入れられたウィリアムは、ホストと間違え殺してしまった娘エミリーの悪夢を見る。シャーロットのホストが訪れ、デロス社に対する敵対的買収に対抗するために株主総会への出席を求める。バーナードとアシュリーはリアムがドロレスによってホストに置き換えられたと考え、彼を誘拐しようとする。ドロレスとケイレブはリアムの口座から全財産を盗み、リアムを誘拐したバーナードを追う。セラックはシンガポールでメイヴを目覚めさせ、5個のパールを持ち出したドロレスから暗号化キーを取り戻し、メイヴを娘と再会させるために協力を求める。故郷のパリを核で破壊されたセラックは、人類の意識をマッピングして絶滅から守る計画を打ち明ける。メイヴはドロレスの手がかりを追い、ショーグン・ワールドのムサシと同じ顔を持つヤクザの佐藤に会う。 ウィリアム、バーナード、メイヴはそれぞれシャーロット、マーティン、佐藤が、ドロレスにパールを装着されたホストであると知る。佐藤はメイヴを刺して立ち去る。ドロレスとケイレブがリアムを追い詰める。 |               |                                         |                      |                                      |               |           |                       |
| 25 | 5             | ""ジャンル"" "Genre"                    | Anna Foerster        | Karrie Crouse & ジョナサン・ノーラン | 2020年4月12日 | 305       | 0.77                  |
| セラックはレハブアムを創造した時のことを思い出す。パリの核による破壊の後、セラックと兄のジャンは破局を避けるために人類の行動を予測するシステムを創造する。インサイト社のリアム・デンプシー・シニアと組んで初期データを手に入れる。レハブアムはジャンを含む数名が人類の将来に破壊的影響を与えると判断し、セラックは彼らを再教育センターに閉じ込める。のちにセラックはデンプシーを殺す。 現在、ドロレスとケイレブはリアムを捕えてセラックの手下から逃げる。リアムは隙を見てケイレブに多くの映画のジャンルを経験させるドラッグの"ジャンル"を注入する。ドロレスはリアムからプライベートキーを聞き出す。マーティンとバーナードはレハブアムの置かれたインサイト社に侵入し、リアムから入手したキーを使って世界中のすべての人間のデータを彼ら自身に送り付ける。世界中の人々がレハブアムのループから抜け出す。アシュリーが現れてバーナードを連れ出す。自分の役目が終わったと知るマーティンは、セラックの手下を巻き添えにして自爆する。自分のデータを見たドロレスの仲間は不要となったリアムを撃つ。ケイレブの過去には秘密があることがわかる。 |               |                                         |                      |                                      |               |           |                       |
| 26 | 6             | "デコヒーレンス" "Decoherence"          | Jennifer Getzinger   | Suzanne Wrubel & Lisa Joy            | 2020年4月19日 | 306       | 0.77                  |
| ウィリアムは仮想現実を用いた治療を受けて過去の複数の自分およびジェームズ・デロスらと会話する。十代のころの暴力体験が自分の人生を形成したことを知り、他の自分を殺す。バーナードとアシュリーがウィリアムを現実世界に引き戻す。 現実世界では、レハブアムの各人のデータ流出したために暴動が起きている。セラックはシャーロットのホストの味方の重役を殺してデロス社の支配権を握り、パーク内のホストのすべての筐体とデータの破壊を命じる。シャーロットのホストはドロレスの命令でホストのデータをコピーし、ウィリアムの居場所を知り、3体のホストが製作されていることを知る。自分がホストであることをセラックに知られて逃走する。ヘクターのパールを破壊し、損傷したドロレスのパールを持ち去る。セラックの手下に捕まりそうになるが、警備マシンを起動して逃げる。 メイヴはセラックによってウォーワールドのシミュレーションに送られ、リーとヘクターに再会し、ヘクターの記憶を回復させる。マーティンのホストの中から摘出されたドロレスのコピーと会話して、娘の無事と彼女の計画を知ろうとする。その時、現実世界のシャーロットのホストの行動により、ヘクターとドロレスのシミュレーションは動かなくなる。メイヴは新しい体で目覚め、別のホストの筐体の製造を見る。 シャーロットのホストは夫と息子とともに逃げようとするが車を爆破され、1人だけ生き延びる。                                                             |               |                                         |                      |                                      |               |           |                       |
| 27 | 7             | "パスポーン" "Passed Pawn"              | ヘレン・シェイヴァー | Gina Atwater                         | 2020年4月26日 | 307       | 0.81                  |
| メイヴの仲間ととして再製造されたハナリョウとクレメンタインが佐藤/ムサシを殺す。ドロレスとケイレブはメキシコにあるセラックの再教育センターに侵入し、セラックの兄ジャンがレハブアムの前に開発したが、セラックによって閉じ込められたAIソロモンに会う。ケイレブは自分がクリミアで反乱軍の指導者を捕えた後、戦友のフランシスと指導者が殺されたことを思い出す。だがソロモンは、ケイレブが再教育センターで処置を受け、セラックのために邪魔者たちを捕える仕事をしたのち、ドラッグで記憶を改ざんされたことを明らかにする。フランシスと指導者を殺したのはケイレブであり、指導者はドラッグを開発した製薬会社のCEOである。ドロレスはソロモンに、世界をジャンが15年前に夢見たとおりに戻すよう願う。ソロモンはセラックを殺すためのデータをケイレブに与える。メイヴがセンターに来てドロレスと戦う。負傷し追い詰められたドロレスはEMPを使って自分とメイヴとソロモンを停止させる。 バーナードはドロレスがケイレブを使って人類を滅ぼそうとしているとアシュリーに話す。ウィリアムは世界のすべてのホストを消すつもりだと言い、バーナードとアシュリーに銃を向ける。 |               |                                         |                      |                                      |               |           |                       |
| 28 | 8             | "託される選択" "Crisis Theory"          | Jennifer Getzinger   | Denise Thé & ジョナサン・ノーラン    | 2020年5月3日  | 308       | 0.89                  |
| ケイレブはドロレスのパールを持ち出し、暴動の起きたロサンゼルスに行き新しい筐体に入れる。シャーロットは死んだ家族の復讐のためにドロレスに対抗する。ドロレスはメイヴを倒すが、シャットダウンさせられる。メイヴは停止したドロレスをインサイト社に運び入れる。セラックがドロレスをレハブアムに接続し、サブライムへの暗号鍵を要求するが拒否され、ドロレスの記憶消去のプロセスを始める。ケイレブはインサイト社に入りソロモンのドライブをレハブアムに挿入しようとするが、メイヴに阻止されドライブはセラックに破壊される。全記憶を失う前、ドロレスはメイヴに呼びかけて味方となるよう説得する。メイヴはセラックに立ち向かって怪我を負わせ、手下を皆殺しにする。ドロレスの最後の記憶ファイルは、レハブアムの制御をケイレブに移管し、レハブアムは停止する。かつてケイレブが軍事訓練を受けたデロス社のパークで自分らホストたちに情けをかけた時から、ドロレスがケイレブを選んでいたことがわかる。メイヴとケイレブはインサイト社を出る。 ウィリアムはアシュリーを撃って逃げる。バーナードはドロレスの配下であるローレンスのホストからケースと住所を与えられる。アーノルドの未亡人に会い、亡くなった息子チャーリーのことを語りあう。バーナードは、ドロレスから知らぬ間に与えられていた暗号鍵を用いてサブライムに入る。ウィリアムはドバイにあるデロス社の本社に行ってシャーロットに会い、自分自身のホストに殺される。 |               |                                         |                      |                                      |               |           |                       |

### シーズン4（2022）
シーズン4はThe Choiceと題され、2022年6月26日より放送された。日本では2022年8月26日よりU-NEXTが配信した。
| 通算 話数 | シーズン 話数 | タイトル                          | 監督                   | 脚本                                   | 放送日        | 製作 番号 | U.S.視聴者数 (百万人) |
| --- | ------------- | --------------------------------- | ---------------------- | -------------------------------------- | ------------- | --------- | --------------------- |
| 29 | 1             | "前兆" "The Auguries"             | Richard J. Lewis       | Lisa Joy & William Bromell             | 2022年6月26日 | 401       | 0.33                  |
| レハブアムの停止から7年後、ウィリアムのホストは、欲するデータが存在するサーバーを保有するフーバーダムの所有権を奪う。 人里離れた場所に住むメイヴは、ウィリアムのホストに送り込まれたホスト達に襲われて撃退する。ケイレブはカリフォルニアで妻ウワデ、娘フランキーと暮らす。メイヴはカリフォルニアに向かい、ホスト達に襲われるケイレブと娘を救う。ケイレブはメイヴらの仲間に加わって家族と別れる。 ニューヨーク市では、ドロレスの姿をした女性クリスティーナがオリンピアード社でノンプレイヤーキャラクターを創作するゲーム作家として働く。クリスティーナは、自分の人生をいじくり回すなというピーターという男につきまとわれ、目の前で自殺される。クリスティーナをテディに似た男が見守る。 |               |                                   |                        |                                        |               |           |                       |
| 30 | 2             | "孤独な戦い" "Well Enough Alone"  | Craig William Macneill | Matthew Pitts & Christina Ham          | 2022年7月3日  | 402       | 0.35                  |
| ウィリアムのホストはメキシコで暮らすクレメンタインからメイヴの居場所を聞き出そうとして果たせずに殺す。 メイヴとケイレヴはカリフォルニア州の上院議員の家を訪ね、ドロレスの意識をもつシャーロットのホストが、ウィリアムのホストを使って議員を殺し、ホストに置き換えたことを知る。生かされていた妻はケイレブを襲ってメイヴに殺される。シャーロット/ドロレスは、人間のウィリアムを生命維持装置に繋いで生かしている。メイヴとケイレヴは議員の妻の言葉を手掛かりに調査を進め、列車に乗りデロス社の狂騒の20年代のテーマパーク”レザネフォール"に行き着く。シャーロット/ドロレスはウィリアムのホストとクレメンタインを使って副大統領を含む政府の要人を殺し、ホストに置き換える。 クリスティーナはピーター・マイヤーズとその行動が、自分が前に作ったシナリオそっくりであることに気づく。ピーターが遺産を寄贈した精神病院に行くも、寄贈は数年前に起きており病院は放棄されてタワーの絵が残されている。 |               |                                   |                        |                                        |               |           |                       |
| 31 | 3             | "レザネフォール" "Annees Folles"  | Hanelle Culpepper      | Kevin Lau & Suzanne Wrubel             | 2022年7月10日 | 403       | 0.31                  |
| ケイレブの妻ウワデは、フランキーを警護のカーヴァーに化けたホストから救う。ケイレブとメイヴはレザネフォールでウエストワールドと同様のホストの反乱を目撃し、地下のラボに忍び込む。二人はハエが培養され、特殊な音響で人々が自殺するよう操られるのを目撃するが、その中にはケイレブの娘フランキーも含まれる。メイヴはウィリアムのホストに襲われる。フランキーはホストであり、ハエにケイレブを襲わせる。 バーナードは仮想世界サブライムでアキチタに会い、高速で種々のシミュレーションを試した結果、未来のただ一つのバージョンだけが実世界を救えると話す。バーナードは数十年後朽ち果てたモーテルで目覚め、見守ってくれていたアシュリーに再会する。数多の可能性を知るバーナードは事実上未来を予知でき、人間の反乱グループが砂漠で武器を掘り起こすのを助ける。 |               |                                   |                        |                                        |               |           |                       |
| 32 | 4             | "世代劣化" "Generation Loss"      | ポール・キャメロン     | Kevin Lau & Suzanne Wrubel/ref>        | 2022年7月17日 | 404       | 0.31                  |
| ドロレスの意識を持つシャーロットは、パークで人間にハエを寄生させて操ろうとしていると話す。メイヴとケイレブはシャーロットを束縛してパークから逃げるも、ケイレブは負傷する。メイヴは、かつてケイレブとレハブアムを破壊し、やがてケイレブの妻となる看護婦ウワデに怪我をしたケイレブを託して、人里離れた場所に隠れ住んだことを思い出す。メイヴとケイレブはシャーロット/ドロレスを連れて工事現場に隠れる。ウィリアムのホストが現れてメイヴと戦う。メイヴは爆弾を起動してウィリアムのホストもろとも破壊される。 ケイレブは爆発で意識を失い、目覚める。シャーロット/ドロレスは、ケイレブが23年前に死に、現在のケイレブはホストだと言う。外に出たケイレブは、ニューヨーク市全体がシャーロット/ドロレスの支配下にあることを知る。バーナードと、反乱グループにいるケイレブの成長した娘フランキーは武器を求めて地面を掘り、メイヴの筐体を見つける。クリスティーナはルームメイトのマヤのおぜん立てでテディとデートする。 |               |                                   |                        |                                        |               |           |                       |
| 33 | 5             | "荘子" "Zhuangzi"                 | Craig William Macneill | Wes Humphrey & Lisa Joy                | 2022年7月24日 | 405       | 0.38                  |
| シャーロット/ドロレスは特殊な音響で人々をコントロールし、それを逸脱した"外れ値"はホストを使って始末させる。だがそのホスト達は直後に自殺し始める。シャーロットはウィリアムのホストに、新たな外れ値のリンゼイを始末するよう命じる。アシュリーは人間の反乱グループに加わりニューヨークに入る。ウィリアムのホストが人々を操作して反乱グループを襲わせるも、反乱グループはリンゼイを救って逃げる。ウィリアムのホストは生命装置に繋がれた人間のウィリアムと話し、現実を疑い始めるべきだと言われる。 テディはクリスティーナに、ピーターが彼女のせいで破滅したと言うのは事実であり、この世界はクリスティーナが自由に操作できる虚構であると教える。クリスティーナは実際に人々を操作してみてそれが事実だと知る。大学時代の同居人だということになっているシャーロットに再会して質問されるも、周囲の人々を操ってかわす。上司はクリスティーナが周囲の世界を虚構だと疑い始めたのではないかと質問するも、クリスティーナは上司を操ってかわす。マスター・コントロール・ルームに入り、街中の全ての人々が自分の書いたシナリオに従って生きていることを知る。テディに誰がこの状況を作ったのか聞くと、彼女自身だと答えられる。           |               |                                   |                        |                                        |               |           |                       |
| 34 | 6             | "再現性" "Fidelity"               | Andrew Seklir          | Jordan Goldberg & Alli Rock            | 2022年7月31日 | 406       | 0.39                  |
| ケイレブがメイヴと去った後、妻のウワデと娘のフランキーは"外れ値"を探して救い出す活動をし、少年のジェイを救う。 ドロレスの意識を持つシャーロットのホストは、ケイレブの最新のホストを尋問し、なぜ彼が"外れ値"の始まりだったのかを知ろうとする。現在の彼の筐体もあと数時間で寿命が尽きること、娘のフランキーが生きていることを教える。ケイレブは部屋から脱出する。脱出途中に死んだ多数の自分の筐体を見つける。ケイレブは弱りながらもアンテナにたどり着き、娘に謝罪のメッセージを送る。シャーロットはわざとケイレブを脱出させたことを認め、なぜ"外れ値"を殺したホストが自殺するのかを探るためだったと明かす。ケイレブは、ホスト達は何かに感染したわけではなく、シャーロットのコントロールから逃げただけだと語る。シャーロットはケイレブを殺し、新しい筐体に置き換える。 成長したフランキーとバーナードは、掘り出したメイヴの筐体を修理し、データを別のホストの制御装置に転送する。バーナードは、仲間の一人がホストに置き換えられているとフランキーに警告する。フランキーはそれがリーダーのジェイであることを見つけるも、ジェイに襲われて圧倒される。無線でケイレブの謝罪を聞く。メイヴが再起動しジェイのホストを殺す。 |               |                                   |                        |                                        |               |           |                       |
| 35 | 7             | "回心" "Metanoia"                 | Meera Menon            | Desa Larkin-Boutte & Denise Thé        | 2022年8月7日  | 407       | 0.32                  |
| バーナードは、シミュレーションで繰り返した結果の通り実世界で行動する。メイヴを連れてフーバーダムに行き、仮想空間サブライムを実行するサーバーを見せ、"鍵"でドアを開く。シミュレーションの結果、何をしようと人間とホストのほとんどは絶滅する運命にあると語る。クリスティーナとテディはオリンピアード社に行き、従業員を操って人間たちを操っているすべてのストーリーを消す。アシュリーとフランキーはケイレブのホストを救出する。シャーロットはホストの自殺率の高まりを解決するため、人間の年に住む全ホストの破壊と超越を準備する。ウィリアムのホストは、生命維持装置に繋がれた人間のウィリアムと話して自分の目的を悟り、人間のウィリアムを殺す。バーナードとメイヴはシャーロットのいる塔に入る。ウィリアムはメイヴ、シャーロット、バーナードを殺し、人間たちが乱闘し合うよう制御する。クリスティーナは乱闘の開始を目撃するも止められず、人間たちには自分が見えないことに気づく。テディは、クリスティーナが物理的には実世界に存在しないからだと説明する。 |               |                                   |                        |                                        |               |           |                       |
| 36 | 8             | "ケ・セラ・セラ" "Que Sera, Sera" | Richard J. Lewis       | Alison Schapker & ジョナサン・ノーラン | 2022年8月14日 | 408       | 0.39                  |
| ウィリアムのホストの制御により、人間とホストのほとんどが殺し合って死ぬ。ドローンのホストがシャーロット（ドロレス）を修理して蘇らせる。シャーロットはタブレットに入った、バーナードのメッセージを見る。ドロレスの意識の入った装置パールを取り出す。ウィリアムを追って、シャーロットはフーバーダムに行く。サブライムをシャットダウンしようとするウィリアムを、バーナードが予見し隠していた銃で殺す。バーナードのメッセージに従い、ドロレスの意識をパールからサブライムにアップロードし、彼女の選択に世界をゆだねる。ドロレスはサブライムで目覚める。実世界では人間もホストも生存できないことを知るも、サブライムの中で知性に第二のチャンスを与える選択をする。ドロレスは、サブライム内にウエストワールドを再建する。アシュリー、ケイレブ、フランキーは乱闘を逃れて生き延び、フランキーの傷の手当てのために薬局に立ち寄る。クレメンタインがアシュリーを殺し、フランキーから"外れ値"の集まる場所を聞き出そうとするも殺される。ホストの寿命が尽きそうなケイレブはフランキーを、オディーナの待っていた船まで送り、自分は残る。シャーロットは自らのパールを破壊して動作を停止する。                                       |               |                                   |                        |                                        |               |           |                       |

## 製作

### 製作準備

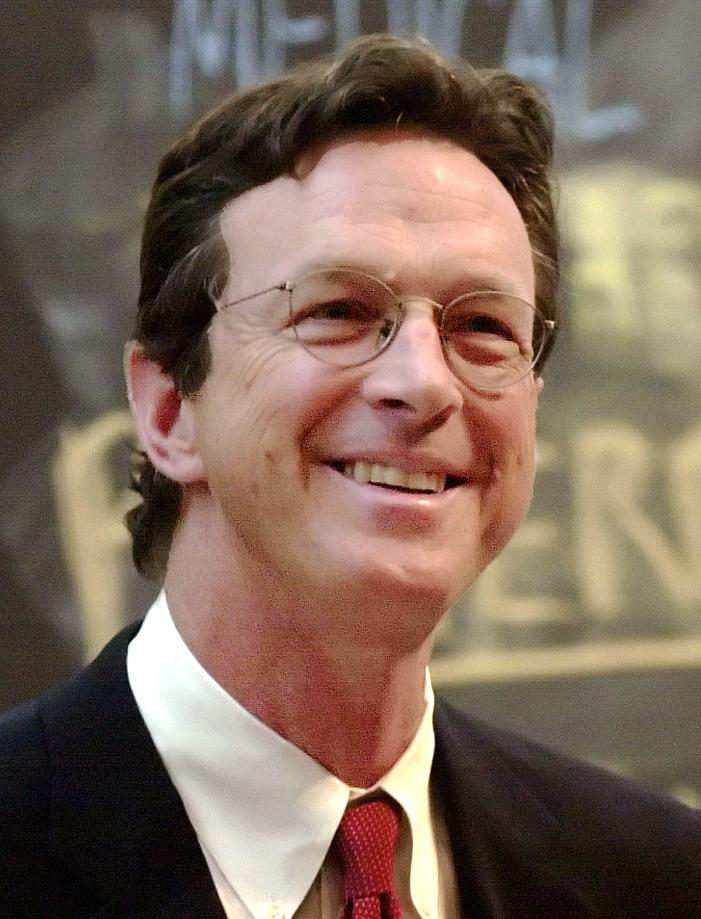
映画『ウエストワールド』を監督・脚本したマイケル・クライトン

ワーナー・ブラザースは1990年代初頭から映画『ウエストワールド』のリメイクを検討していた。だが映画化にはつながらず2013年8月31日にケーブル局HBOがドラマシリーズのパイロット版を発注し、ジョナサン・ノーランが監督し、脚本をLisa Joyが共同で書くことが発表された。二人に加えてブライアン・バークとJ・J・エイブラムスが製作総指揮となった.。
2014年11月17日、HBOは『ウエストワールド』がドラマシリーズとして採用され、2015年に放送されると発表した。2015年8月には最初の予告編が公開され、放送は2016になるとされた。マイケル・クライトン原作に基づくドラマシリーズとしては、1980にCBSで放送され、3エピソードの放送だけで打ち切りとなった『Beyond Westworld』に続き、2作目となった。
OPは、以前にHBOの『ROME［ローマ］』、『Carnivàle』、『ゲーム・オブ・スローンズ』のOPも製作したElasticが製作した。

### 予算
Hollywood Reporterによれば、10エピソードの本シリーズの予算は1億ドルとなり、わずか1シーズンで打ち切りとなったHBOのドラマシリーズ『Vinyl』と同額である。パイロット版だけでも2500万ドルを要し、1エピソードあたりのコストは800万ドルから1000万ドルとされる。 HBOはワーナー・ブラザースに未公表ではあるが巨額の権利料を払っているとされるが、制作費は両者がほぼ均等に分けあう。

### キャスティング
アンソニー・ホプキンスとエヴァン・レイチェル・ウッドのキャスティングがまず発表された。2014年8月には、ジェフリー・ライト、イングリッド・ボルソ・バーダルなど他のキャストが発表された。さらにジェームズ・マースデンらが加わった。エド・ハリスは"黒服の男"と呼ばれる悪役として加わった 。さらにその他の配役も発表された。

### 撮影
パイロット版の撮影は2014年8月にロサンゼルス周辺で行われた。そのたカリフォルニア各地で撮影が行われた。そのほかにユタ州でも撮影が行われた。

### 音楽

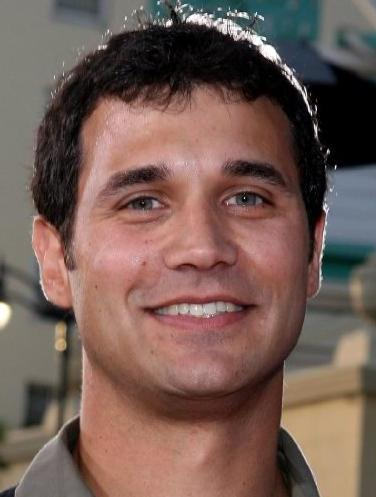
ラミン・ジャヴァディ

音楽はラミン・ジャヴァディが担当した。ジャヴァディは以前ノーラン製作の『PERSON of INTEREST 犯罪予知ユニット』の音楽を担当している。

## 受賞
第69回クリエイティブアーツ・プライムタイム・エミー賞ではOutstanding Creative Achievement in Interactive Media within a Scripted Program、ヘアスタイリング賞、メークアップ賞、音響効果賞、特殊効果賞の5部門で受賞した。
第70回クリエイティブアーツ・プライムタイム・エミー賞ではヘアスタイリング賞、Outstanding Creative Achievement in Interactive Media within a Scripted Program、メークアップ賞の3部門で受賞した。第70回プライムタイム・エミー賞ではタンディ・ニュートンが助演女優賞ドラマ部門を受賞した。

## 参照
1. ↑  Robinson, Joanna (2019年7月21日). “Westworld Season 3 Trailer Appears to Debut Unannounced Cast Members”. Vanity Fair. 2019年7月22日閲覧。
2. ↑  Maas, Jennifer (2020年1月12日). “‘Westworld’ Season 3 Finally Gets Premiere Date From HBO”. The Wrap. 2020年1月12日閲覧。
3. ↑  Maas, Jennifer (2019年9月4日). “'Westworld' Season 3 Will Have Fewer Episodes Than First 2 Seasons (Exclusive)”. TheWrap. 2019年9月5日時点のオリジナルよりアーカイブ。2019年9月5日閲覧。
4. ↑  Otterson, Joe (2020年4月22日). “‘Westworld’ Renewed for Season 4 at HBO”. Variety. 2020年4月22日閲覧。
5. ↑  Lawler, Richard (2022年5月9日). “Westworld’s season four teaser trailer and release date have leaked”. The Verge. 2022年5月9日閲覧。
6. ↑  Maas, Jennifer (2022年11月4日). “Westworld Canceled at HBO After Four Seasons”.  Penske Media Corporation. 2022年11月4日閲覧。
7. 1 2  “『ウエストワールド』シーズン3から吹替版参戦！加瀬康之と山路和弘のコメント到着”. 海外ドラマNAVI. (2020年8月20日) 2020年8月20日閲覧。
8. ↑  “J.J.エイブラムス製作総指揮「ウエストワールド」テレビドラマ版が放送スタート”.  ナタリー (ニュースサイト) (2016年8月27日). 2016年10月13日閲覧。
9. ↑  Porter, Rick (2016年10月3日). “‘Westworld’ opens pretty well for HBO”. TV by the Numbers. 2016年10月4日閲覧。
10. ↑  Porter, Rick (2016年10月11日). “Sunday cable ratings: Debate pushes ‘Westworld’ and ‘Shameless’ down”.   TV by the Numbers. 2016年10月11日閲覧。
11. ↑  Porter, Rick (2016年10月18日). “Sunday cable ratings: ‘Westworld’ improves, Dodgers-Cubs leads”.   TV by the Numbers. 2016年10月18日閲覧。
12. ↑  Porter, Rick (2016年10月25日). “Sunday cable ratings: ‘The Walking Dead’ premiere kills it with second-highest ratings ever”.   TV by the Numbers. 2016年10月25日閲覧。
13. ↑  Porter, Rick (2016年11月1日). “Sunday cable ratings: ‘The Walking Dead’ takes a bigger-than-usual hit in episode 2”.   TV by the Numbers. 2016年11月1日閲覧。
14. ↑  Porter, Rick (2016年11月8日). “Sunday cable ratings: ‘Walking Dead’ down but stays on top, ‘Real Housewives of Atlanta’ returns lower”.   TV by the Numbers. 2016年11月8日閲覧。
15. ↑  Porter, Rick (2016年11月15日). “Sunday cable ratings: ‘Westworld’ ticks up as ‘Walking Dead’ slips a little more”.   TV by the Numbers. 2016年11月15日閲覧。
16. ↑  Porter, Rick (2016年11月22日). “Sunday cable ratings: ‘The Librarians’ returns slightly lower, ‘Walking Dead’ dips a bit more”.   TV by the Numbers. 2016年11月22日閲覧。
17. ↑  Porter, Rick (2016年11月30日). “Sunday cable ratings: ‘The Walking Dead’ hits a 4-year low”.   TV by the Numbers. 2016年11月30日閲覧。
18. ↑  Porter, Rick (2016年12月6日). “Sunday cable ratings: ‘Westworld’ ends with season highs, ‘Walking Dead’ stops 5-week slide”.   TV by the Numbers. 2016年12月6日閲覧。
19. ↑  Andreeva, Nellie (2016年11月14日). “‘Westworld’, ‘Divorce’ & ‘Insecure’ Renewed For Season 2 By HBO”. Deadline.com. 2016年11月14日閲覧。
20. ↑  “『ウェストワールド』シーズン2：ショーグン・ワールドのエピソードは日本語で描かれる”. IGN Japan. 映画・ドラマ.  産経デジタル (2018年4月12日). 2018年4月19日閲覧。
21. ↑  “Westworld creators break silence on 'spectacular' Shogun World plans” (英語). エンターテインメント・ウィークリー. TV.  タイム・ワーナー (2018年4月12日). 2018年4月19日閲覧。
22. ↑  Porter, Rick (2018年4月23日). “Sunday cable ratings: ‘Westworld’ Season 2 opens on par with series debut”. TV by the Numbers. 2018年4月23日閲覧。
23. ↑  Porter, Rick (2018年5月1日). “Sunday cable ratings: ‘Westworld’ and ‘Fear the Walking Dead’ dip”. TV by the Numbers. 2018年5月1日閲覧。
24. ↑  Porter, Rick (2018年5月8日). “Sunday cable ratings: ‘Westworld,’ ‘Silicon Valley,’ ‘Fear the Walking Dead’ all dip”. TV by the Numbers. 2018年5月8日閲覧。
25. ↑  Porter, Rick (2018年5月15日). “Sunday cable ratings: Lifetime's 'Harry & Meghan' movie performs well”. TV by the Numbers. 2018年5月15日閲覧。
26. ↑  Porter, Rick (2018年5月22日). “Sunday cable ratings: ‘Fear the Walking Dead’ dips opposite NBA Playoffs”. TV by the Numbers. 2018年5月22日閲覧。
27. ↑  Porter, Rick (2018年5月30日). “Sunday cable ratings: ESPN gets huge numbers for Cavaliers-Celtics Game 7”. TV by the Numbers. 2018年5月30日閲覧。
28. ↑  Porter, Rick (2018年6月5日). “Sunday cable ratings: ‘Westworld’ rebounds a little, ‘Pose’ and ‘Succession’ start slowly”. TV by the Numbers. 2018年6月5日閲覧。
29. ↑  Porter, Rick (2018年6月12日). “Sunday cable ratings: ‘Fear the Walking Dead’ rises, ‘Claws’ premieres well”. TV by the Numbers. 2018年6月12日閲覧。
30. ↑  Porter, Rick (2018年6月19日). “Sunday cable ratings: World Cup scores big for FS1”. TV by the Numbers. 2018年6月19日閲覧。
31. ↑  Porter, Rick (2018年6月26日). “Sunday cable ratings: 'Westworld' finale steady, Season 2 down vs. Season 1”. TV by the Numbers. 2018年6月27日閲覧。
32. ↑  Metcalf, Mitch (2020年3月17日). “Updated: ShowBuzzDaily's Top 150 Sunday Cable Originals & Network Finals: 3.15.2020”. Showbuzz Daily. 2020年3月17日閲覧。
33. ↑  Metcalf, Mitch (2020年3月24日). “Updated: ShowBuzzDaily's Top 150 Sunday Cable Originals & Network Finals: 3.22.2020”. Showbuzz Daily. 2020年3月24日閲覧。
34. ↑  Metcalf, Mitch (2020年3月31日). “Updated: ShowBuzzDaily's Top 150 Sunday Cable Originals & Network Finals: 3.29.2020”. Showbuzz Daily. 2020年3月31日閲覧。
35. ↑  Metcalf, Mitch (2020年4月7日). “Updated: ShowBuzzDaily's Top 150 Sunday Cable Originals & Network Finals: 4.5.2020”. Showbuzz Daily. 2020年4月7日閲覧。
36. ↑  Metcalf, Mitch (2020年4月14日). “Updated: ShowBuzzDaily's Top 150 Sunday Cable Originals & Network Finals: 412.2020”. Showbuzz Daily. 2020年4月14日閲覧。
37. ↑  Metcalf, Mitch (2020年4月21日). “Updated: ShowBuzzDaily's Top 150 Sunday Cable Originals & Network Finals: 4.19.2020”. Showbuzz Daily. 2020年4月21日閲覧。
38. ↑  Metcalf, Mitch (2020年4月28日). “Updated: ShowBuzzDaily's Top 150 Sunday Cable Originals & Network Finals: 4.26.2020”. Showbuzz Daily. 2020年4月28日閲覧。
39. ↑  Metcalf, Mitch (2020年5月5日). “Updated: ShowBuzzDaily's Top 150 Sunday Cable Originals & Network Finals: 5.3.2020”. Showbuzz Daily. 2020年5月5日閲覧。
40. ↑  Metcalf, Mitch (2022年6月28日). “SHOWBUZZDAILY's Sunday 6.26.22 Top 150 Sunday Cable Originals & Network Finals”. Showbuzz Daily. 2022年6月28日閲覧。
41. ↑  Salem, Mitch (2022年7月6日). “SHOWBUZZDAILY's Sunday 7.3.22 Top 150 Sunday Cable Originals & Network Finals”. Showbuzz Daily. 2022年7月6日閲覧。
42. ↑  Metcalf, Mitch (2022年7月12日). “SHOWBUZZDAILY's Sunday 7.10.22 Top 150 Sunday Cable Originals & Network Finals”. Showbuzz Daily. 2022年7月12日閲覧。
43. ↑  Salem, Mitch (2022年7月19日). “SHOWBUZZDAILY's Sunday 7.17.22 Top 150 Sunday Cable Originals & Network Finals”. Showbuzz Daily. 2022年7月19日閲覧。
44. ↑  Metcalf, Mitch (2022年7月26日). “SHOWBUZZDAILY's Sunday 7.24.22 Top 150 Sunday Cable Originals & Network Finals”. Showbuzz Daily. 2022年7月26日閲覧。
45. ↑  Salem, Mitch (2022年8月2日). “SHOWBUZZDAILY's Sunday 7.31.22 Top 150 Sunday Cable Originals & Network Finals”. Showbuzz Daily. 2022年8月2日閲覧。
46. ↑  Salem, Mitch (2022年8月9日). “SHOWBUZZDAILY's Sunday 8.7.22 Top 150 Sunday Cable Originals & Network Finals”. Showbuzz Daily. 2022年8月9日閲覧。
47. ↑  Metcalf, Mitch (2022年8月16日). “SHOWBUZZDAILY's Sunday 8.14.22 Top 150 Sunday Cable Originals & Network Finals”. Showbuzz Daily. 2022年8月16日閲覧。
48. ↑  Kit, Borys (2011年1月19日). “EXCLUSIVE: 'Lethal Weapon,' 'Wild Bunch' Reboots Revived After Warner Bros. Exec Shuffle”. The Hollywood Reporter. 2014年7月23日閲覧。
49. ↑  Gelman, Vlada (2013年8月31日). “HBO Greenlights Sci-Fi Pilot Westworld From J.J. Abrams and Jonathan Nolan”.   TVLine. 2014年7月23日閲覧。
50. ↑  Hibberd, James (2014年11月17日). “'Westworld' gets HBO series order”. Entertainment Weekly. 2014年11月18日閲覧。
51. ↑  Stedman, Alex (2015年8月9日). “Watch: First Teaser for HBO’s ‘Westworld’”. Variety. 2015年8月10日閲覧。
52. ↑  Gibson, Brody (2013年9月3日). “Abrams And Nolan Team Up For Westworld HBO Pilot”.   Boomtron. 2014年7月23日閲覧。
53. ↑  “Westworld”.   Elastic. 2016年10月3日閲覧。
54. ↑  “Opening Credits for HBO’s ‘Westworld’ Released Online (Video)”.   Culturess (2016年10月3日). 2016年10月3日閲覧。
55. ↑  Goldberg, Lesley (2016年10月1日). “HBO's 'Westworld,' With $100 Million Pricetag, Faces Huge Expectations”. The Hollywood Reporter. 2016年10月2日閲覧。
56. ↑  Goldberg, Lesley (2014年7月22日). “Anthony Hopkins, Evan Rachel Wood to Star in HBO's 'Westworld'”. The Hollywood Reporter. 2014年7月23日閲覧。
57. ↑  Hibberd, James (2014年8月6日). “'Hunger Games,' 'Raising Hope' actors join HBO's 'Westworld'”. Entertainment Weekly. 2014年8月9日閲覧。
58. ↑  Johns, Nikara (2014年8月8日). “James Marsden Joins HBO's 'Westworld'”. Variety. 2014年8月9日閲覧。
59. ↑  Goldberg, Lesley (2014年8月11日). “Ed Harris Set as Key Villain in HBO's 'Westworld'”. The Hollywood Reporter. 2014年8月12日閲覧。
60. ↑  Noonan, Kevin (2014年8月13日). “Thandie Newton Joins HBO's 'Westworld'”. Variety. 2014年8月14日閲覧。
61. ↑  “'Looking' Actor Ptolemy Slocum Joins HBO's 'Westworld' (Exclusive)”.   The Wrap (2014年8月11日). 2014年8月18日閲覧。
62. ↑  “James Marsden to Star in HBO's 'Westworld'”. The Hollywood Reporter (2014年8月8日). 2014年8月12日閲覧。
63. ↑  Ausiello, Michael (2014年8月15日). “HBO's Westworld Snags Miranda Otto”.   TVLine. 2014年8月16日閲覧。
64. ↑  Goldberg, Lesley (2014年8月29日). “How HBO's 'Westworld' Became TV's Hottest Project”. The Hollywood Reporter. 2014年9月17日閲覧。
65. 1 2  Otterson, Joe (2016年10月3日). “Where Was ‘Westworld’ Filmed? Your Guide to the Dizzying Locations (Photos)”. The Wrap. 2016年10月4日閲覧。
66. ↑  Pierce, Scott D. (2016年9月30日). “Southern Utah landscapes star in HBO’s ‘Westworld’”. The Salt Lake Tribune. 2016年10月4日閲覧。
67. ↑  “Ramin Djawadi to Score HBO’s ‘Westworld’”. Film Music Reporter. (2014年12月29日) 2014年12月29日閲覧。